# 國民政府軍事委員會

國民政府軍事委員會委員長旗，正中置中國國民黨黨徽，象徵「以黨治軍」。

國民政府軍事委員會為中國國民黨主導之中華民國國民政府最高軍事機關。1925年7月1日，廣州國民政府正式成立時就設立軍事委員會，其職權是在中國國民黨指導、監督下，管理、統率國民政府所轄境內陸軍、海軍、航空隊及一切關於軍事之各機關:227，首任主席是汪兆铭。國民革命軍北伐開始後，又設國民革命軍總司令部，蔣中正任總司令，規定軍事委員會內各機關改隸總司令部:227。軍事委員會專責以軍事武力統一中國。
1928年6月，北伐完成，統一中國，國民政府遷至南京；同年11月10日，軍事委員會職務權責移交國民政府軍政部、參謀本部、軍事參議院等單位後正式結束。1932年，一二八事變爆發，為了與侵華日軍對抗，國民政府恢復設立軍事委員會，首任委员长是蔣中正。隨後，軍事委員會歷經第一次國共內戰及中日戰爭，直到1946年5月裁撤。
軍事委員會雖隸屬國民政府，不過在中華民國軍政、訓政、第二次世界大戰期間，不論是重要性或職責上都凌駕於其他政府組織。另外，該委員會雖於名義上採合議制，是一種軍事委員會制。但是實際上委員長統馭會務，享有極高軍事、行政、立法、甚至司法之決策權，實際取代國民政府主席成為最高領導人，是一種軍事集權政府。
事實上，自1932年開始，軍事委員會委員長蔣中正，一般是以此職務統治全中國。
因此，不但絕大部分的中國人習慣稱呼蔣中正為蔣委員長；西方人，特別是美國人和歐洲人，也習慣稱呼蔣中正為Gimo，指其特級上將背景（Generalissimo - 大元帥）之英文簡稱。

## 前身（1917年－1925年）
1917年7月，前中華民國臨時大總統孫中山於廣州成立軍政府，並研擬以武力消滅軍閥、統一中國。而中華民國軍政府轄下，設有諮詢功能的軍事委員。該委員會始設時，軍政府軍事委員名額為64名。隔年，孫中山再依其基礎，於軍政府轄下設置採合議制的軍事委員會，將軍事委員縮減為26名，並以李烈鈞爲委員長；不過此兩階段委員會，在以滇、桂、贛、粵等地方割據軍閥力量為主的軍政府組織下，委員會並無任何實權。
1924年7月，在歷經粵軍叛變及一連串軍事整合失敗後，孫中山將軍事力量寄望中國國民黨創立興起的黃埔軍校。軍事委員會改組，正式作爲中國國民黨中央執行委員會屬下最高軍事決策機關，負責東征北伐事宜:9。而由中央政治會議委派的軍事委員分別是許崇智、楊希閔、劉震寰、譚延闓、樊鍾秀、胡漢民、廖仲愷、蔣介石與伍朝樞等9人，除此還委由蘇俄軍官高和羅夫爲顧問。形式上，已有以軍領政的雛形。1924年11月，該委員會改組，再將權力擴大，並由汪精衛、許崇智、廖仲愷、胡漢民、譚延闓、蔣中正、加倫及伍朝樞擔任，採行合議制的集體領導方式。

## 北伐（1925年－1928年）
1925年，孫中山應馮玉祥邀請北上商討國是，不料肝癌發作，於3月12日病逝於北京。為了統一全國，中國國民黨中央政治委員會決議籌組國民政府，於7月1日在廣州正式成立，採取合議委員制，以汪精衛為主席:266。除此之外，並設置以武力統一中國為主要任務之國民政府軍事委員會:266。
1925年7月3日，中國國民黨中央执行委员会政治委員會設置國民政府軍事委員會，指派汪精衛、蔣介石、譚延闓、胡汉民、许崇智、廖仲恺、朱培德、伍朝枢等八人為军事委员会委員。 以汪精衛、蔣介石、譚延闓為常務委員，汪精衛為兼任軍事委員會主席。后又增加程潜、李济深、李福林、古应芬、李宗仁、黄绍竑、陈公博、冯玉祥等为委员。1925年7月5日公布的《中华民国政府军事委员会组织法》规定，军事委员会受“中国国民党之指导及监督管理”，统率国民政府辖境内的陆海军、航空队和一切關於軍事各機關，並擁有軍事動員、國防政策、軍制改革、軍官任免、移防、預算、決算等有關事項。除此，該委員會其編制與領導方式則沿用中國國民黨軍委會之習慣，所有決議，須經出席委員三分之二通過方爲有效，並規定，如多數委員不在軍委會所在地時，主席與委員一人有決定處置之權。军事委员会由国民党中央执行委员会选任的委员若干人组成，并从委员中推定一人为主席。以蔣介石、汪精衛、譚延闓為常務委員，汪精衛為兼任軍事委員會主席，並取消各地方部隊名稱，統一稱作國民革命軍，計畫北伐:266。军事委员会辖有政治训练部（主任陈公博）、参谋团（主任罗加觉夫、副主任为湘军总司令部参谋长岳森）、海军局（局长斯米诺夫）、航空局（局长李糜）、军需局（局长关道）、秘书厅（厅长朱和中）和兵工厂（厂长邓士章）等机构。参谋团下设总务厅（主任黄实）、军务厅（主任冯祝万）、步兵监（冯宝森）、炮兵监（邓演成）、工兵监（陈输誉）、交通监（特拉特脱治）、军医监（朱奉藻）。 
1925年8月20日廖仲恺遇刺，胡汉民受牵连出洋，许崇智受牵连赴沪，由谭延闿署理国民政府军事部长。9月20日，军需局局长关道被免职，范其务接任。1926年2月28日，蒋介石与汪精卫达成撤换俄籍顾问。3月1日，军事委员会参谋团改为军事委员会参谋部，李济深为部长；成立军事委员会军需部，部长朱培德；军事委员会各机构的俄籍顾问均被辞退，李之龙代理海军局局长，张静愚接任航空局局长。在1926年3月20日发生“中山舰事件”后，汪精卫辞职赴法就医。4月9日，以罗加觉夫、季山嘉为首的苏联军事顾问300余人被辞退返苏。在4月16日举行的国民党中央执行委员会与国民政府委员会联席会议上，蒋介石成为军事委员会主席，谭延闿成为国民政府主席。
1926年5月15日国民党二届二中全会上，蒋介石当上中央组织部长、中央军人部长。1926年6月4日，国民党中央执行委员会常务委员会第31次会议决定组织国民革命军总司令部设于军事委员会内，军事委员的政治训练部、参谋局、海军局、航空局、军需局、秘书厅和兵工厂均属于总司令部；军事委员会仅剩下秘书厅，厅长周雍能。1926年6月5日，蒋介石当上总司令。1926年7月1日，军事委员会颁布北伐部队动员令，北伐战争正式开始。1926年7月7日公布《国民革命军总司令部组织大纲》，规定“凡国民政府所属军民财政各部机关，均须受总司令之指挥，秉承其意旨办理各事”，国民政府變成总司令部的后勤机关。1926年7月14日，李济深任国民革命军总参谋长，钮永建为总参议，邓演达为国民革命军总政治部主任。国民革命军总司令部统辖陆海空军实施北伐。
1927年2月21日，国民党中央和国民政府正式在武汉办公。1927年3月10日，中國国民党在武汉召开二届三中全会，会中决定重设中國國民黨中央軍事委員會，在中央执行委员会下设军事委员会，作为中國國民黨的最高军事行政机关:266。并推举出16位委员，以汪精卫、谭延闿、蔣介石、唐生智、程潜、邓演达、徐谦7人组成主席团:266。1927年4月18日，南京國民政府成立，4月21日國民政府軍事委員會從廣州遷往南京辦公，規定軍事委員會是國民政府最高軍事機關:227-228。军事委员会不设主席，由主席团执行中央执行委员会关于军事之决议及军事委员会之决议，并处理日常事务，委員則以蔣介石為主的中國國民黨黨員擔任:228；国民革命军总司令只是军事委员会的委员之一，由军事委员会提名，中央执行委员会任免；高级军官任免和军队动员出征，必须由军事委员会决议，经中央执行委员会通过，交总司令部执行；总政治部不属于总司令部，而是直属于军事委员会；所属军校由校长负责制改为委员会制，确立在中央执行委员会领导之下；中央执行委员会下属的中央军人部裁撤；全会推举出汪精卫、蒋介石、李宗仁、朱培德、李济深、程潜、谭延闿、冯玉祥、张发奎、何应钦、孙科、邓演达、顾孟余、宋子文、徐谦、唐生智等16位军事委员会委员（后增加鲁涤平、于右任、陈公博），以汪精卫、谭延闿、蔣中正、唐生智、程潜、邓演达、徐谦7人组成军事委员会主席团:266，下辖总政治部（主任邓演达/七一五分共后陈公博接任）、秘书处（处长林伯渠）、参谋处（处长龚浩）、陆军处（处长刘骥）、海军处、航空处（处长孙科）、经理处（代处长谢晋）、审计处、军工制造处、军事学校及教育机关管理处、军事裁判所（所长徐谦）。4月5日，武汉国民政府决定北伐奉系张作霖，任命：
- 第一集团军 总司令蒋介石
  - 第一方面军：北伐军东路军改编，总指挥何应钦
  - 第二方面军：北伐军江右军改编，总指挥程潜
  - 第三方面军：北伐军江左军和北伐军北路军改编，总指挥李宗仁
  - 第四方面军：北伐军西路军改编，总指挥唐生智
  - 总预备队：总指挥朱培德
- 第二集团军：总司令冯玉祥

1927年4月18日，南京國民政府成立，蒋介石即以国民革命军总司令名义发表箇电，宣布軍事委員會從廣州遷往南京辦公，即日起开始办公。:227-228。1927年7月12日公布的《军事委员会组织大纲》规定：军事委员会为军事最高机关，负全国陆海空军编制、统御、教育、经理、卫生及充实国防之责；军事委员会委员由国民党中央执行委员会选任，委员互选5人至7人为常委，常委互选1人为主席；执行决议、发布命令时，由常务委员全体署名。军事委员会下设军务厅、总务厅、参谋厅、军事教育厅、海军处、航空处、经理处、政治训练处等直属机构；但在蒋介石下野前，军事委员会工作机构未来得及建立。南京国民政府任命胡汉民、冯玉祥、阎锡山、李烈钧、蒋中正、杨树庄、李济深、何应钦、李宗仁、温寿泉、李鸣钟、李福林、朱培德、王天培、白崇禧、朱绍良、陈铭枢、赖世璜、曹万顺、周凤岐、陈调元、柏文蔚、王普、贺耀祖、叶开鑫、杨森、刘湘、赖心辉、刘成勋、邓锡侯、田颂尧、刘文辉、周西成、胡若愚、陈可钰、黄绍竑、钮永建、商震、鹿钟麟、向传义、张之江、陈绍宽、陈季良、李景曦、陈仪、樊钟秀等46人为军事委员会委员。后增加陈训冰、蒋作宾、方声涛、何成濬、孙岳、方本仁为军事委员会委员。7月下旬，军事委员会推选胡汉民、何应钦、李鸣钟、阎锡山、杨树庄、李宗仁、李济深为军事委员会常务委员。
1927年8月16日，蒋介石通电下野。9月17日召开宁沪汉三方组成的中国国民党中央特别委员会第二次会议，推选白崇禧、何应钦、朱培德、李宗仁、李济深、汪兆铭、胡汉民、唐生智、程潜、冯玉祥、蒋中正、杨树庄、阎锡山、谭延闿等14人组成军事委员会主席团，于右任、方振武、方声涛、王普、王钧、石青阳、白崇禧、田颂尧、朱培德、李烈钧、李宗仁、李济深、李鸣钟、李福林、李品仙、李景曦、何应钦、何成濬、何键、汪兆铭、周西成、周凤岐、岳维峻、金汉鼎、胡汉民、胡若愚、胡宗铎、柏文蔚、唐生智、孙科、孙岳、陈铭枢、陈绍宽、陈调元、陈季良、陈可钰、陈嘉佑、陈训冰、夏威、曹万顺、张发奎、张之江、商震、鹿钟麟、贺耀祖、许崇智、黄绍竑、程潜、温寿泉、冯玉祥、钮永建、杨树庄、杨杰、杨森、杨虎城、叶开鑫、邓锡侯、樊钟秀、刘湘、刘兴、刘郁芬、刘文辉、蒋中正、赖心辉、鲁涤平、阎锡山、谭延闿等67人为军事委员会委员，后增加刘峙、钱大钧、顾祝同、黄琪翔、李朗如、徐永昌、刘骥、傅作义为委员。修订的《军事委员会组织大纲》把主席制改为主席团制。之後，軍委會主席一度由胡漢民擔任。9月20日新的国民政府委员和军事委员会委员同时在南京小营举行就职典礼。军事委员会内设工作机构：
- 办公厅：主任马晓君
- 兵站总监部 总监刘文藻，参谋长尹迪黄 副官长张鸿藻 经理处长蒋颂鱼 交通处长邢绳祖
- 政训部：代主任陶治公，总务处长陶治公，秘书处长徐培根，宣传处长王泽民 组织处长张韬
- 审计处长黄经明
- 总务处长雷飚
- 经理处长缪斌
- 军事教育处长刘士毅
- 军政厅：厅长严重，副厅长陈诚
  - 航空处长张静愚
  - 交通处长李范一
  - 军法处长林翔
  - 军械处长陶树模
  - 军务处长朱华
  - 军医处长陈宗棠（代）
- 参谋厅：厅长张华辅，副厅长张元祐
  - 第一局局长李建候
  - 第二局局长朱怀冰
  - 第三局局长黄振兴
- 第一路总指挥何应钦
- 第二路总指挥白崇禧
- 第三路总指挥李宗仁
- 第四路总指挥程潜
- 第五路总指挥朱培德
- 第六路总指挥刘湘
- 第七路总指挥邓锡侯
- 第八路总指挥李济深
- 第九路总指挥周西成
- 第十一路总指挥方振武
- 第十二路总指挥徐永昌
- 第十四路总指挥龙云

1928年1月4日蔣中正恢復總司令職後，胡漢民即辭去軍委會主席一職:268。2月2日，國民政府特通過「軍事委員會隸屬國民政府，爲國民政府軍政最高機關，凡屬國民革命軍之陸海空軍，均歸其節制指揮」的相關法律:268。也就是說，此時軍事委員會主席兼總司令成為中國的國家實際領導者，軍事強人蔣介石隨後當選了該職務:268。“总司令是国民政府为战时军令之统一而特任的，凡属国民革命军之陆海空军，均归其节制指挥。”“总司令兼军事委员会主席，对中央执行委员会和国民政府负责”。军事委员会下设政治训练部。2月7日，全会推选于右任、白崇禧、李宗仁、李济深、朱培德、程潜、冯玉祥、杨树庄、蒋介石、阎锡山、谭延闿为军事委员会主席团成员，蒋中正为军事委员会主席。2月17日，经二届四中全会决定，国民政府特任于右任、方振武、方声涛、王钧、石青阳、白崇禧、田颂尧、朱培德、朱绍良、宋哲元、李宗仁、李烈钧、李济深、李鸣钟、李福林、李品仙、李景曦、何应钦、何成濬、汪兆铭、周西成、岳维峻、金汉鼎、胡汉民、胡宗铎、柏文蔚、柏文蔚、徐永昌、马福祥、孙良诚、孙科、孙岳、陈铭枢、陈绍宽、陈调元、陈季良、陈可钰、陈嘉佑、陈训冰、陈焯、夏威、曹万顺、张群、张之江、商震、鹿钟麟、贺耀祖、黄绍竑、程潜、温寿泉、冯玉祥、钮永建、杨树庄、杨爱源、杨杰、杨虎城、邓锡侯、邓宝珊、樊钟秀、熊斌、钱大钧、卢师谛、刘湘、刘骥、刘峙、刘郁芬、刘文辉、蒋中正、蒋作宾、赖心辉、鲁涤平、龙云、阎锡山、顾祝同、谭延闿等73人为军事委员会委员，后增加卫定一、孔繁爵、方本仁、方鼎英、丰玉玺、井岳秀、石友三、孙楚、孙连仲、任应岐、刘汝明、刘镇华、伊德钦、朱绶光、李虎臣、张维玺、张荫梧、赵守钰、黄国梁、高桂滋、曹浩森、谭庆林、韩复榘、夏斗寅、门致中、马麒、马鸿逵、马鸿宾、石敬亭、李景林、缪培南、周玳、南桂馨、郭宗汾、傅存怀、刘兴、叶琪、李燊、李品仙、何健、周烂、陶钧、廖磊、魏益三等为委员。
1928年3月，军事委员会主席团改称军事委员会常务委员会，军事委员会主席团办公厅改称军事委员会常务委员会办公厅。3月13日，主任马晓军调职，由杨杰/朱绍良代/贺国光代依次继任；军政厅长严重调职，朱绍良/张治中接任；交通处长李范一免职，邱炜/华振麟继任；审计处长黄经明免职，刘文藻接任。1928年6月军械处长陶树模免职，黄公柱接任。
1928年6月，因戰況順利，國民革命軍進佔北京，國民政府獲得國際承認。8月，中國国民党第二届第五次中央全会通过《整理军事案》， 撤销军事委员会及国民革命军总司令，改组为军政部、参谋本部、训练总监部及军事参议院。
1928年10月8日，國民政府公布《國民政府組織法》，其第一章第九条规定：“国民政府主席兼中华民国陆海空军总司令”，蔣介石獲選南京國民政府主席，從此軍政一體:268。10月10日，蔣就任南京國民政府主席，通過《國民政府組織法》，兼任陸海空軍總司令，統轄全國武裝部隊:228。11月7日，國民政府發佈命令：軍事委員會著即裁撤，該會所有一切事務限於11月10日以前結束，分別移交軍政部、參謀本部、訓練總監部、軍事參議院:228。自始進入訓政時期。1929年3月15日，蒋介石通电于本日撤销国民革命军总司令部及第一集团军总司令部。不過事實上，軍委會權力移轉至蔣介石身上。
1931年11月30日，“陆海空军总司令部撤销，所掌事务移归参谋本部、军政部、训练总监部分别办理”。1931年12月15日，国民党中央常务委员会临时会议决议，准蔣介石辭去國民政府主席一職，第二次下野。

## 第一階段國共內戰（1932年－1937年）
1932年1月28日，一二八事變爆發:228。1932年1月29日，中國國民黨召開臨時中央政治會議，決議重設軍事委員會，設委員7人至9人，並以參謀總長、軍政部長訓練總監、軍事參議院長、海軍部長為當然委員:438。2月6日军事委员会成立。臨時中央政治委员会會議通过《军事委员会暂行组织大纲》，于3月11日公布，复设军事委员会，直隶于国民政府。其任务为统率国防“绥靖”事宜，决定军事章制及军队教育方针，审核军费支配及军实补充，主持军事建设、军队编制以及中将及独立任务少将以上任免的审核。设委员长一人，副委员长二人，委员七人至九人，经国民党中央政治会议选定，由国民政府特任；并以本会各厅主任为当然委员；委员中互推三人至五人为常务委员，行政院院长得出席军事委员会会议。关于军令事项由委员长负责执行；关于其他事项，经会议决定后，交由主管部会办理。军事委员会下设办公厅、审计厅、铨叙厅，各设正副主任一人，分掌会务。此外，并设国防设计委员会。 
1932年3月1日在洛阳市召开的国民党四届二中全会:268。3月5日，中國國民黨四屆二中全會通过通过《關於軍事委員會案》与《国民政府军事委员会暂行组织大纲》，军事委员会直隶于国民政府，作為國民政府軍事最高機關稱。此次重設軍事委員會，“其目的在捍御外侮，整理军事，俟抗日軍事終了，即撤銷之”。軍事委員會负责“国防绥靖之统率事宜”，第一次将国防内容写进军事委员会组织大纲；决定军事章制及军队教育方针，审核军费支配及军实补充，主持军事建设、军队编制以及中将及独立任务少将以上任免的审核。设委员长一人，副委员长二人，委员七人至九人，经国民党中央政治会议选定，由国民政府特任之；并以参谋总长、军政部长、训练总监、海军部长、军事参议院院长及本会各厅主任为当然委员；委员中互推三人至五人为常务委员，行政院院长得出席军事委员会会议。关于军令事项由委员长负责执行；关于其他事项，经会议决定后，交由主管部会办理。3月6日，国民党中央政治会议任命蒋介石为军事委员会委员长。3月7日，蒋介石即将原由国民政府直辖的参谋本部、训练总监部、军事参议院揽归军事委员会辖属。3月8日国民政府明令发表：蔣介石出任軍事委員會委員長，馮玉祥、閻錫山、張學良、李宗仁、陳銘樞、李烈鈞、陳濟棠等任軍事委員會委員:438。此外，依《国民政府军事委员会暂行组织大纲》规定，行政院长（汪精卫）、参谋总长（蒋介石兼）、军政部长（何应钦）、训练总监（李济深，1933年12月15日被撤职，由朱培德兼代，1934年12月7日后为唐生智）、海军部长（陈绍宽）、军事参议院院长唐生智（1934年12月7日后为陈调元）为当然委员。軍事委員編制與領導方式沿用黨軍委會之習慣，所有決議，須經出席委員三分之二通過方為有效，並規定，如多數委員不在軍委會所在地時，主席與委員一人有決定處置之權:65。 军事委员会下设：
- 办公厅：掌军委会印信典守事项；会议通知事项；关于机要文电撰拟收发事项；关于电务及密本编订事项及其他不属于各厅之重要事项。1932年2月4日任命李济深为办公厅主任，1932年3月28日调任第一厅厅长，朱培德继任主任，1937年2月17日朱病逝．由徐永昌接任，林蔚、鲍文樾、吴思豫、刘光先后任副主任。
- 第一厅：掌关于军令事项；关于参谋本部业务之联络事项；关于国防作战绥靖计划事项；关于军事章制事项；关于国内各军事呈报搜集及通报事项；关于国内外军事调查统计事项。1932年3月28日任命李济深为厅长。12月28日李他调，唐生智继任厅长。4月13日葛敬恩为副厅长，周亚卫代理副厅长.下分4个处：
  - 参谋本部事务处，刘光、龚浩、黄菊裳先后任处长
  - 第一处，处长王纶（后为刘光、黄菊裳）
  - 第二处，处长张国元（黄菊裳、龚浩先后继任）
  - 第三处，处长张谞文（后为陈启之）
- 第二厅：掌关于陆军、海军、空军事务之决定审核及联络事项；关于各项军费之核定事项；关于军事教育训练方针、校园计划之决定及联络事项；关于政治训练宣传事项；关于审核中将及独立任务少将以上之任免与管理陆海空军铨叙事项。1932年3月24日任命何应钦为厅长；4月13日陈仪兼代厅长，鲍文樾为副厅长。1933年夏，熊斌接陈仪兼代厅长；1934年3月8日曹浩森接熊斌兼代厅长；4月28日贺国光继鲍文樾任副厅长。1935年5月4日本厅撤销，所掌业务分归陆、海、空和铨叙厅等执掌。下分5个处：
  - 政训处处长刘建群（后贺衷寒继任）；
  - 陆军事务处，处长曹浩森；
  - 海军事务处，处长王寿廷（王时泽、陈策先后继任）：
  - 航空事务处，处长黄秉衡（徐培根、曹宝清先后继任）；
  - 铨叙处，处长陈焯
  - 训练处 处长张华
- 第三厅：掌军委会内人事事项；关于文件收发事项；关于本会文告及函电撰拟事项；关于本全会议记录事项；关于侍从派遣及交际布置事项；关于本会警备及军队风纪事项；关于本会物品保管及房舍清洁事项；关于本会庶务会计经费事项和其他不属于各厅处之事项：1932年3月28日任命朱培德兼任厅长，4月13日以贺国光为副厅长；1933年11月2日朱调任他职，以杨端六为厅长、1934年2月28日翁之麟接贺国光为副厅长。1935年5月4日，本厅改为审计厅。下分6个处：
  - 总务处，处长黄仁霖（陈希曾、张希骞、竺鸣涛先后继任）；
  - 秘书处，处长陈希曾；
  - 监察处 处长翁文麟；
  - 副官处，处长姚琮；
  - 审计处．处长张峻；
  - 预算处/厅务处，处长叶景萃（蒋友文继任）
- 执行部 主任唐生智（兼）
- 铨叙厅：1934年4月，为统一掌管全军人事，增设铨叙厅。1934年4月26日任命林蔚为厅长，殷祖绳为副厅长。下分3个处，处长分别以吴克润、黄思基、戴铭忠任之。
- 国防设计委员会：1934年4月改名资源委员会。委员制蒋介石（兼），秘书长翁文灏，副秘书长钱昌照
- 政治训练处
- 航空署/航空委员会(1934年8月升格）
  - 防空科，1934年8月改为防空处，设处长、副处长、主任各1人，第一科（积极防空）、第二科（防空情报）、第三科（消极防空）、第四科（总务）、设计委员会、中央通信所、积极大队、消极大队。
- 防空委员会：1935年3月防空处改为防空委员会，1936年3月再改回防空处。设主任、副主任各1人，委员若干，下设四个处。
- 军医设计监理委员会
- 军事长官惩戒委员会
- 调查统计局：1935年5月组建 局长陈立夫，副局长陈焯。
  - 第一处
  - 第二处
- 审计厅：1935年5月组建。厅长杨端六，副厅长翁文麟
- 委员长侍从室：1936年1月国民政府军事委员会委员长南昌行营侍从室改为军事委员会委员制侍从室
  - 第一处（军事）主任钱大钧
  - 第二处（政治）主任陈布雷
  - 侍卫长钱大钧（兼）
- 设有高级参谋若干员：秦德纯、张允荣、钱卓伦,李兴中、刘兴、胡秉铎、吴一青、张厚琬、王烈、佘念慈任之.

1932年7月16日，国民政府公布了国民党四届二中全会通过的《军事委员会组织大纲》，规定军事委员会直属国民政府，与国民政府直隶的参谋本部、训练总监部、军事参议院及行政院所辖军政部、海军部为指导关系。
1933年6月30日特任马占山、苏炳文为軍事委員會委员。1933年9月5日，增任白崇禧为委员。1933年12月15日因陈铭枢参加组织福建人民政府，被褫夺軍事委員會委员职。1935年12月18日，任冯玉祥、阎锡山为副委员长。1936年9月5日，以白崇禧继李宗仁为常务委员。1936年12月12日西安事变发生，蒋介石被张杨扣押，国民党中央常务委员会与中央政治委员会临时会议议决：军事委员会常务委员改为5—7人，加推何应钦、陈诚、程潜、李烈钧、唐生智、朱培德、陈绍宽加入常务委员会；军事委员会会议由副委员长冯玉祥及常务委员负责；指挥与调动军队，由常务委员、军政部部长何应钦负责。后又增加徐永昌、陈调元为常务委员。
1935年行政院禁烟委员会改隶军事委员会，由委员长兼任禁烟总监。
雖說此階段軍事委員會是為了抵抗日軍而設置，不過就事實上，至1937年第二次國共合作之前，該委員會最大任務乃是應對第一階段之國共內戰。为此，军事委员会设立了诸多国民政府军事委员会委员长行营、剿匪总司令部、绥靖公署。

## 抗日戰爭（1937年－1945年）

### 1937年8月成立的军事委员会
1937年7月7日，盧溝橋事變啟動了全面的中國抗日戰爭。1937年8月11日，國民黨中政會第51次會議決議，設立國防最高會議。國防最高會議爲全國國防最高決定機關，以軍事委員會委員長爲主席。中政会第51次會議还决定军事委员会改组为陆海空军大本营，保举蒋介石为陆海空军大元帅，统帅全国陆海空军；将全国划分为5个战区，组建若干集团军。1937年8月27日，國民黨中常會授權蔣中正組織中華民國之戰時政府，將行政權歸於戰時軍事組織下。1937年9月1日因“中国为自卫而抗战，不采宣战方式”，蒋介石决定仍以军事委员会为抗戰最高统帅部，不另设大本营，原大本营所设各部转隶军事委员会。1937年9月17日，國民黨中常會第52次會議正式決議：“由军事委员会委员长行使陆海空军最高统帅权，并授权委员长对于党政统一指挥。”總的來說，從南京、武漢一路遷移，最後駐於重慶市的國民政府軍事委員會實為第二次世界大戰期間，中國的最高軍政統馭機構，而軍事委員長則超越行政院長，成為中國政府首腦。相對地，名義上的中國最高領導人國民政府主席則成為虛位元首。
在此委任下，軍事委員會職權與組織大肆擴張，馴至外界有認為軍事委員會為「第二政府」，成為戰時中國實際政治中心。原直隶于国民政府的参谋本部、训练总监部、军事参议院，均移军委会管辖；行政院所属的军政部、海军部也归军委会兼辖。此外，增设航空委员会，主持空军的事务;原来的国防设计委员会改为资源委员会，专管有关国防资源的调查研究；同时又设政训、防空、军法等处和进行特务活动的军事委员会调查统计局。除了配合首長制將原本合議制的常務委員編制取消外，也設立參謀總長、副參謀總長、秘書長、副秘書長幕僚人員。蔣能在軍務倥傯之際日理萬機，乃是因蔣設置的軍事委員會委員長侍從室在旁襄助之故，侍從室亦為蔣軍事權威建立期間，最為核心的組織。1937年9月军事委员会设六个部，在委员长和参谋总长指挥监督下分掌作战、战略、国防工业、国防经济、国防宣传、民众训练等事项。各部以数字命名，即第一部、第二部至第六部。 
- 委员长：蒋中正
- 参谋总长：程潜
- 副参谋总长：白崇禧
- 秘书厅：秘书长张群，副秘书长陈布雷
- 第一部，掌军令，1938年1月与参谋本部合并为军令部。设情报组
  - 部长：黄绍竑、徐永昌（1937.11.13-）
  - 副部长：王俊、张定璠（1937.11.18-）
  - 办公厅主任：王鸿韶
  - 设一、二、三3个组，分掌作战、情报、人事与陆大教育。
- 第二部，掌政略，1937年11月16日归并入国家总动员设计委员会
  - 部长：张群、熊式辉（1937.9.11-）
  - 副部长：周佛海、卢作孚
- 第三部，掌财政金融与国防工业。1938年1月归并入经济部等。
  - 部长：孔祥熙、翁文灏（1937.9.11-）
  - 副部长：钱昌照、俞大维
  - 资源委员会：由国防设计委员会改称。专管有关国防资源的调查研究
  - 工矿调整委员会：1937年10月成立。主任委员翁文灏
- 第四部，掌国防经济。1938年1月归并入经济部等。
  - 部长：吴鼎昌
  - 副部长：何廉、黄季陆
  - 农产调整委员会：1937年10月成立。主任委员周作民
  - 贸易调整委员会：1937年10月成立。主任委员卢作孚
- 第五部：掌国际宣传。1937年11月16日取消，业务并入国民党中央宣传部。设对敌宣传组
  - 部长：陈公博、董显光（1937.11.2-11.26）
  - 副部长：谷正纲、董显光（1937.9.11-11.2）
- 第六部：掌民众训练。1937年11月16日并入国民党中央组织部、中央训练部
  - 部长：陈立夫、张治中（1937.9下旬，未到职）、姚琮（副部长代）、朱绍良（1937.9下旬）
  - 副部长：姚琮、张厉生、刘健群、黄季陆
  - 军事委员会调查统计局
- 国家总动员设计委员会：1939年11月成立。主持国家总动员业务的研究设计及指导、督促、考核各级动员委员会业务的进行，主任委员蒋介石兼、副主任委员
  - 秘书处：设主任秘书一人，秉承主任委员、副主任委员处理会务，处内分总务、文书、编审及统计四股，设秘书四人，股长四人，股员十二至十六人，办事员若干人。
  - 第一组，主管兵役、慰劳、抚恤、伤兵管理、军队卫生等事项;
  - 第二组，主管教育宣传及民众组织训练等事项;
  - 第三组，主管地方行政、难民救济、社会卫生等事项;
  - 第四组，主管财政、金融、经济、交通及国防工业等事项。
- 后方勤务部：1937年9月成立。部长俞飞鹏
  - 船舶运输司令
  - 铁道运输司令
  - 高级通讯指挥官
- 航空委员会
  - 防空处
  - 禁烟总会
- 卫生勤务部：1937年9月16日成立，部长刘瑞恒。把行政院的卫生署、军政部的军医署，都划归为该部领导，其用意是为了加强战时的救护工作。1938年初，大本营改组，卫生勤务部撤消，军医署恢复原来建制，卫生署改隶于内政部，恢复原来卫生工作军、民分治的局面。
  - 秘书处：梅贻琳、张振夏两位医师分任正、副处长
  - 野战救护处：中将处长金诵盘
- 伤兵管理委员会：主任委员温应星
- 军法执行总监部：1937年9月8日成立。总监唐生智兼。副监谷正伦（宪兵司令兼）、王懋功
- 水陆运输联合办事处：1937年11月设立。
- 海防司令
- 宪兵司令
- 江防司令部：1937年10月,国民革命军江防军在湖北武汉成立。据参谋本部制定的《江防计划纲领》草案，由第15军团军团长兼第27军军长刘兴任江防司令部总司令
- 防空司令：国民党政府于1937年8月19日正式颁布了《防空法》，规定全国防空事宜由政府最高军事机关负责，全国所有公民有防空服役和提供物力支援的义务，对民防经费的来源也做了规定。但是由于条件所限，大多数民防活动只停留在纸上

1937年11月16日中國國民黨中央常務委員會通过《非常时期党政军机构调整及人员疏散办法》，军事委员会的机构又有所调整：国民党中央党部的组织部、训练部及宣传部暂归军事委员会指挥，并入第六部；第二部撤销，即以其职掌有关总动员的划归国家总动员设计委员会；第五部取消，其职掌划归国民党中央宣传部；国民党中央执行委员会政治委员会停止開會，其職權交國防最高會議代行。

### 1938年至1946年的军事委员会
1938年1月17日，改组国民政府与军事委员会，党政军机构分开，国民政府公布《修正军事委员会组织大纲》，取消陆海空军大本营。军事委员会第三部、第四部以及资源委员会、农业调整委员会、工矿调整委员会合并入行政院经济部；海军部暂行撤销，其经管事项并归海军总司令部办理；军事委员会的禁烟委员会总会改隶行政院内政部，军事委员会委员长不再兼禁烟总监；军事委员会的贸易调整委员会、对外易货委员会、禁烟督察处均改隶财政部；军事委员会水陆运输联合办事处改隶交通部;军事委员会不设副委员长，增设参谋总长一人为委员长的幕僚长、副参谋总长二人辅助参谋总长；增设军事委员会政治部。
- 委员长：蒋中正
- 参谋总长：何应钦，1944年11月20日调任陆军总司令后，程潜代理参谋总长
- 副参谋总长：程潜、白崇禧、朱绍良（1946年2月23日）
- 委员：阎锡山、冯玉祥、李宗仁、程潜、陈绍宽、李济深、唐生智（1938.6-）、宋哲元（1938.12-）、熊式辉（1942.3-）、卫立煌（1942.4-）、万福麟（1942.6-）
- 办公厅：主任朱德培/徐永昌（37.3.6）/贺耀祖（38.1）/熊斌（39.12）/商震（40.5）/贺国光（43.7）/朱绍良（46.2.23）
  - 副主任：龚浩、姚琮
  - 法制委员会
  - 军事处
  - 总务处
  - 秘书处
  - 顾问事务处：负责友邦援华军事顾问（最开始是纳粹德国顾问，很快以苏联顾问为多）的接待工作。处长张冲。副处长梁子骏/屈武
    - 第一科：科长卜道明。下分两股：译员股管翻译人员的考选和分配，股长周黎扬（军令部首席顾问翻译、总翻译官兼任）；外员股根据总顾问的指示分配各兵科顾问至蒋介石核定的战区和兵团，股长常荫集。
    - 第二科：管理文书，处理有关行政事务。科长党必刚。
    - 第三科：管供应、食宿、交通事项，主要是负责在重庆各兵科顾问的生活。科长高伯玉。
    - 译员股股长周黎扬[14]

  - 特检处
- 秘书厅：秘书长张群、副秘书长陈布雷
- 军令部：由大本营第一部和参谋本部合并。部长徐永昌，政务次长熊斌、罗卓英（1943年5月）、秦德纯（1946年）；常务次长杨杰（未到职）、林蔚（代理，1938年正式）、刘斐（1939年3月）  
  - 第一厅：掌作战，厅长刘斐、张秉均
    - 第一处：掌作战计划及部署。处长蔡文治少将/冯衍
    - 第二处：掌部队调遣。处长车蕃如
    - 第三处：掌后勤及供给。处长王镇少将、宋达上校
      - 第七科：军事交通、军事建设。科长鲁樾少将、蔡宋志上校
      - 第八科：军事通讯。科长张梁少将
      - 第九科：兵站、计划、部队补给。科长王金科少将
      - 第十科：兵要地志、地图科长郑子兆少将

    - 第四处：掌史料编撰。

  - 第二厅：掌情报、武官，厅长徐培根二级上将（1938年4月-1939年9月）、杨宣诚海军中将（1939年10月-1942年12月）、郑介民中将（1943年-1946年），副厅长郑介民。掌理敌军谍报、各战场敌情和边区谍报；苏联欧美及与敌有关之情报搜集、研究、整理、判断；驻外武官的派遣、指导及外国驻华武官的招待；谍报计划及谍报人员的训练；外侨与各国驻华兵力的登记；防范间谍及汉奸的活动；在华外人及军备行动的调查整理；谍报教育、通讯与谍报技术的研究、计划事项。
    - 第一处主管对日情报，处长吴石中将、李立柏、副处长王丕承少将、钮先铭少将；
    - 第二处主管国际情报，驻外的武官，处长郗永绥(郗恩绥中将)、侯腾；刘方矩
    - 第三处主管国内情报，处长郑介民中将（同时兼任军统局书记长）、杜逵；
    - 第四处主管电讯通信，处长魏大铭少将（同时兼任军统局电讯处长）。
    - 第五处，1943年4月增设，负责边疆情报。
    - 军事委员会中苏特种情报所：中苏技术所是1938年7月15日，在汉口市特四区台儿庄路86号秘密建所，所长为贺耀祖，其任职26天后，由军令部二厅厅长徐培根接任。重庆公开建所时，所长徐培根和杨宣诚兼任，副所长是苏联人华西列夫，还有科长郑冰如、黄昌度
    - 军事委员会中苏特种情报电台：台长是苏联人伊凡诺夫，副台长肖坚白原是第二厅第四处的科长。
    - 监督电台（专门监听己方部队机构）
    - 通讯总台：负责与外派的分台之间的联络
    - 谍报参谋人员训练班：班主任汪政，系黄埔军校第五期毕业
    - 通讯人员训练班：班主任由第四处处长魏大铭兼任
    - 电讯总队
    - 通讯总所：主持第二厅谍报电台的组织和派遣，并负责通讯总所重庆的总台与驻外各地派遣的分台之间通讯联络事宜。总所的工作由第四处第十四科负责指挥。总所的前身是第二厅的通讯总台。自1940年起，第二厅派往外地的分台逐渐增加，为适应负责组派电台的任务，1940年在重庆的复兴关附近大坪新村成立军令部第二厅通讯总所。首任总所长由第四处处长魏大铭兼任，副总所长由金戈担任。
    - 战讯发布组：组长曾庆集少将、包凯少将

  - 第三厅（总务）：掌参谋、人事、总务、会计和陆大教育等。厅长陈焯、李端浩；
    - 人事处：掌管军令部人事。
    - 教育处：掌管参谋人员考核、陆军大学等。

  - 第四厅：掌测量与地图，1943年1月陆地測量总局由改设。厅长晏勋甫
  - 主任高级参谋：张华甫
  - 特级高级参谋：张元祜、刘云乾、杨宣诚等
  - 工兵指挥部
  - 炮兵指挥部
  - 通讯兵指挥部
  - 战史编撰委员会
  - 通讯总所
  - 技术室
  - 陆军大学
  - 中央陆地测量学校
  - 边务研究所
  - 预备武官训练班
  - 重庆核心阵地参谋团
  - 特种兵器试验组
  - 通讯人员训练班
  - 谍报参谋训练班
  - (直属)第十三科，专门主管共产党的情报和对付共产党的军事计划等工作。科长：萧毅肃/张继寅
- 军政部：部长何应钦、陈诚（1944.11.20-），政务次长曹浩森（首任）、钱大钧（1942年2月任）、林蔚（1944年12月任）；常务次长张定璠（38.1-病逝）/俞大维（44.12）
  - 军务司/军务署（45.1升格）：王文宣/方天（1944年3月任）
    - 军事科
    - 防务科
    - 整备科
    - 要塞组
    - 炮兵组
    - 步兵司：司长刘劲持
    - 炮兵司：司长侯志磐
    - 工兵司：司长邱士琛
    - 交辎兵司：司长王镇
    - 交通兵司：司长吴仲直
    - 机械兵司：司长向军次

  - 军法司：司长王震南/张仁德/刘干俊
  - 交通司：44年9月划给后方勤务部。司长王景禄
    - 汽车科
    - 燃料科
    - 经理科

  - 马政司：45年1月划入军政署。司长余玉琼/曾广麟/朱其爙/武泉远
  - 兵工署：署长俞大维
    - 总务处处长周自安
    - 军械司：司长陈隐冀/陈东生/洪士奇
      - 机械科
      - 兵器科

    - 制造司：司长杨继曾
    - 技术司：司长俞大维/郑家俊
    - 机械化司(1942年4月增设）司长李青

  - 军需署：署长周骏彦（1940年病逝）/陈良（1940-）
    - 财务司：司长李炎光/汪奇柏/孙作人
      - 经理科
      - 出纳科
      - 军人储蓄科

    - 营造司：司长周子齐
      - 设计科
      - 建筑科
      - 营产科

    - 储备司：司长王钟、吴中林
      - 被服科
      - 粮秣科
      - 材料科

    - 粮秣司：44.9划给后方勤务部，45.2又划给军政部

  - 军粮总局：辖5个处，43年撤销。
  - 城塞局：1938年3月，军令部城塞组改隶军政部。1938年4月1日升格为局。局长马崇六。副局长李高、杨树松。
    - 经理处
    - 材料处

  - 兵役司/1939年2月升格为兵役署。司长朱为珍，兵役署署长程泽润（1939年2月-1944年8月8日）/徐思平（1944.8.22-）。1944年10月升格兵役部，改隶行政院；1944年10月25日,军事委员会公布《兵役部组织法》；部长鹿钟麟上将，副部长秦德纯、徐思平。1945年12月缩编为军政部兵役署，署长徐思平。
    - 总务处处长吴诏全
    - 役政司司长张学濂
    - 征补司
    - 国民兵司司长何志浩
    - 军政部直辖全国各地的四十余个军政部补充兵训练处

  - 军医司/军医署：38年7月升格为署。张建（原任）、梅贻琳、胡兰生（1938年7月任）、卢致德（1944年2月任）、徐希麟（1944年3月任）、林可胜（民国三十四年七月任） 
    - 第一处处长梁任枢、徐世纶；
      - 人事科
      - 经理科
      - 事务科
      - 会计室

    - 第二处处长朱孝兰、李穆生
      - 医务科
      - 伤病处理科
      - 材料科

    - 第三处处长李生
      - 教育科
      - 卫生科
      - 统计室

    - 视察室
    - 会计长陈良、闵湘帆、李邺

  - 总务厅：厅长项雄霄/陈启文（1942-）/刘翼峰（1945年1月-）/钱寿恒
    - 文书科
    - 管理科
    - 交际科
    - 人事科科长秋宗鼎、陈春霖
    - 会计处：处长陈良

  - 军政部武昌办事处
    - 桂林分处

  - 军事计政设计委员会
  - 点验委员会：1944年底结束。主任委员钱大钧、金奎璧（1944年10月23日代理），副主任委员金奎璧、委员方暾。
    - 第一组：负责点验川康的部队。组长方暾中将
- 军训部：1938年1月17日，训练总监部改組為军训部，部长白崇禧，次长刘士毅、陈继承/黄琪翔（38.7.16）、阮肇昌、王俊
  - 参事室：主任参事徐国镇中将 掌理关于法令章制之撰拟及交办事项
  - 秘书室：掌机要电文撰拟及交办事项
  - 总务厅：厅长徐国镇中将、周维纲、陆荫辑 下辖3个科及医务、印刷所，掌理该部日常事务
  - 步兵监：总监阮肇昌、徐国桢中将、杨政治，下设3个科，掌理步兵军队、院校教育、校阅及本兵科科典范令、参考书编订和编制装备研究事项
  - 骑兵监：总监汪镐基、门炳岳上将、林湛，下设2个科，掌理骑兵部队、军校的教育、校阅和骑兵的科典范令参考书的编订、修正审查以及骑兵编制装备、军马繁殖与调养等事项
  - 炮兵监：总监黄琪翔、刘翰东中将、王和华，下设有办公室、3个科和1个视察组，掌理炮兵教育、人事考核和炮兵的建设整理，以及校阅、游动教育事项
  - 工兵监：总监吴和宣、林伯森中将.该监下设2个科，掌关于工兵(包括铁道队)教育指导、校阅视察及院校教育、建设事项和关于工兵编制装备、技术器材研究、科典范令修订等事项
  - 辎重兵监：总监李国良、毛福成中将，下设2个科，掌理本兵科科典范令参考书编订、编制装备、运输工具研究和部队(包括铁道船舶运输)教育规划、校阅视察及所属军校教育计划指导建设事项
  - 通信兵监：总监华振麟中将，下设2个科，掌本兵科学校教育规划指导，科典范令、参考书修订和本兵科部队教育指导、校阅视察及编制装备技术器材之研究等事项
  - 交通兵监：总监徐庭瑶中将，下设3个科，掌机械化部队、学校教育规划、校阅视察、建设改进事项和本兵科科典范令、参考书编订修正审查事项以及部队器材装备研究改善、军用车辆检查事项；
  - 国民教育处：处长杜心如中将，下设两科，掌教育计划及教材编订事项和校阅统计、人事考核事项；
  - 军事编辑处：处长杨言昌中将，掌军事参考图书编辑、翻译审核及搜集保管事项。
- 政治部：大本营第六部、军事委员会政训处、训练总监部政训处合并为政治部。部长陈诚、张治中（1940年9月-），副部长黄琪翔（1938.1-1938.8）/袁守谦（1938年8月，1944年1月）、周恩来（1938.1-1938.8）//张励生（1938.8-1940.7）/梁寒操（40年9月-1942.4）/何浩若（1942.4-1945.3）/黄少谷（1945年3月）、王东原。秘书长张励生/贺衷寒（38.7）
  - 一厅管军中党务政训，政工人员铨叙。厅长贺衷寒、邓文仪
    - 一处管部队政工。处长徐会之(黄埔一期)。
    - 二处管军校及医院政工。处长孙伯骞。一科负责军校政训上校科长沈沛霖(沈清尘)兼副处长代理处长。二科负责军事教材编审，科长杨礼恭。三科负责军医院监理及伤兵管教。

  - 二厅管民众组训,厅长康泽、徐会之。
    - 三处民众运动，处长梁干乔/彭国栋。一科管民众团体，科长漆中权。二科管工人运动，科长刘培初。
    - 四处国民军训，处长由杜心如。一科管社会军训，科长丘易武，二科管学校军训，科长张桓。

  - 三厅掌管宣传慰劳工作，厅长郭沫若中将、何浩若、黄少谷、李俊龙。副厅长范寿康、范扬。主任秘书阳翰笙，秘书傅抱石。“全国慰劳总会”和“战地文化服务处”也隶属第三厅领导。三厅最盛时有2000多人，知名的文化人过百，有10个抗敌演剧队，4个抗敌宣传队，3个电影放映队，1个漫画宣传队，还有著名的“孩子剧团”和“新安旅行团”。
    - 五处：国内宣传，处长胡愈之。第一科文字编纂，科长徐寿轩；第二科民众宣传，科长张志让；第三科印刷发行等总务工作，科长尹伯林。
    - 六处：文艺鼓动，处长田汉。第一科戏剧、音乐，科长洪深上校；第二科电影制作发行，科长郑用之；第三科美术宣传，科长徐悲鸿（未到任）。
    - 七处：对日及国际宣传，处长范寿康。第一科科长杜国庠担任翻译工作，第二科科长董维健担任国际宣传，第三科科长冯乃超担任对敌（日）宣传工作。

  - 总务厅管后勤，厅长赵志尧/朱代杰
  - 秘书处主管文书，处长柳克述
  - 设计委员会安置闲员
  - 指导委员会安置高层人物。
- 军事参议院：院长陈调元/李济深（43.12.31）/龙云（45.10.2），副院长王树常/于学忠（1944.3）、张钫（38.2.1）
  - 军事厅：厅长周维寅
  - 总务厅：厅长臧平/厉尔康
- 军法执行总监部：1937年9月6日，国民政府明令设置。掌理全国军队纪律之维持与军法之执行事务、审理将级人员违法案件。1945年12月1日，军政部恢复军法司，军法执行总监部结束。总监唐生智/鹿钟麟（38.2.9）/何成浚（38.6.14），副总监谷正伦/张镇，王懋功/朱怀冰、秦德纯（40.12）、贺国光（41.1）
  - 总务组
  - 审判组
  - 督察组
- 国民政府军事委员会战区军风军纪巡察团
  - 第一团 主任委员金汉鼎/1941张贞
  - 第二团 主任委员石敬亭
  - 第三团
  - 第四团 主任委员张贞/1941石敬亭/张乃葳
  - 第五团 主任委员1939秦德纯/1941.10覃连芳/1944年秋樊嵩甫
- 委员长侍从室：
  - 侍一室：军事、情报。主任：钱大钧（36.1-38.3）/林蔚（38.4-39.3）/张治中（39.4-40.4）/贺耀祖（40.4-42.9）/林蔚（42.9-44.11）/钱大钧（44.12-45.8）/商震（45.9-45.11），副主任邹竞
    - 第一组：组长莫我若/陈希曾
    - 第二组：组长刘祖舜/钱大钧(兼)/酆悌/邵存诚/刘进/李矗岗(代)/邹竞/于达/聂松溪/赵桂森
    - 第三组：组长陈善周/王世和/冯圣法

  - 侍二室：党务、政治。主任陈布雷，副主任周佛海/张道藩/陈方
    - 第四组：组长陈方，秘书王学素、汪日章、俞国华
    - 第五组：组长陈布雷/汪日章/李惟果 秘书萧赞育、沈昌焕、邵毓麟、萧自诚、曹圣芬。整理、编撰、保管蒋介石历来言论、文告、信札、日记、实录等。
    - 第六组：组长唐纵， 秘书卢集贤、邵毓麟、王尤生、张国疆
    - 机要组：组长毛庆祥

  - 侍三室：人事、调查、考核。主任陈果夫，副主任罗良鉴、刘咏尧、萧赞育
  - 参事室（名称为“军事委员会参事室”）：1938年3月成立。主任朱家骅/王世杰。参事周鲠生、陶希圣、陈豹隐、王征、张忠绂、郭斌佳、甘介侯。专员2人。秘书1人。干事14人。
  - 侍卫长室：负责人依次为 侍卫长钱大钧、副侍卫长王世和（1938.3）、副侍卫长冯圣法（1942）、侍卫长俞济时（1944年
    - 侍三组
    - 警卫团：团长石祖德
    - 特务团：团长柳元麟
- 军事委员会调查统计局：1938年8月设立。局长贺耀祖/钱大钧（1940年任）/林蔚（1942年9月任）/戴笠（1944年任），副局长戴笠、陈焯、毛人凤（1946年3月） 
  - 督察室
  - 会计室
  - 技术研究会
  - 设计委员会
  - 秘书主任
    - 总务科
    - 编制科
    - 译电科
    - 文书科

  - 第一处
    - 人事科
    - 训练科
    - 交通科
    - 警务科

  - 第二处
    - 军事科
    - 政治科
    - 国际科；

  - 第三处
    - 行动反间科
    - 司法科；

  - 第四处/军统局特种技术研究室，简称“特技室”，1942年2月从军委会技术室分离。地点在重庆的遗爱祠徐家坡。主任魏大铭；副主任：陈一白、陈祖舜。主任秘书叶文昭
    - 总务科长关振铎。
    - 研译组：日本在华密电研译。组长夏隆坚/林国人（1944年10月-）
    - 国际组：日本在华密电研究、统计。组长陈祖舜/魏林（1944年10月-）
    - 国内组：国内中文密电研译。组长赵世康/鲁育民（1944年10月-）。
    - 电讯侦测总台：侦测密电电讯。总台长杨正衣，副总台长寿维新。

  - 华北区（天津区、平绥区）
    - 察哈尔站
    - 绥远站
    - 青岛站
    - 济南站
    - 石家庄站
    - 保定站
    - 北平站
    - 天津站

  - 华东区
    - 浙江站
    - 安徽站
    - 屯溪站
    - 杭州站。

  - 华中区
    - 西康站
    - 河南站
    - 宁夏站
    - 九江站
    - 江西站
    - 湖北站
    - 湖南站
    - 甘肃站
    - 山西站
    - 陕西站
    - 成都站
    - 重庆站

  - 华南区
    - 闽南站
    - 闽北站
    - 贵州站
    - 广西站
    - 广东站
    - 香港站。

  - 铁路破坏队
  - 军事谍报流动组
  - 京沪流动行动总队
  - 策反委员会
  - 山东行动委员
  - 拉萨工作站。
  - 新疆秘密工作站：伊犁、阿山、喀什、莎车、阿克苏、乌耆、哈密组。
  - 东北区
    - 大连站
    - 沈阳站
    - 滨江站
    - 长春站（北满站）
    - 鞍山站
    - 吉林站
    - 哈尔滨站
    - 佳木斯站
    - 齐齐哈尔站

  - 河内组
  - 海防组
  - 西贡组；
  - 曼谷组
  - 缅甸组———仰光、腊戍，1943年另立曼德里、八莫、科子、眉曲、班弄等5组。
  - 星洲站
    - 槟榔屿组
    - 坤甸坡组
    - 荷印组（吉隆坡小组）

  - 加尔格达站———加城、新德里、喀拉嗤、孟买、蓝伽、狄不鲁加6组。
  - 马尼拉组
  - 华盛顿通讯组
  - 芝加哥通讯组
  - 纽约通讯组
  - 埃及通讯组
  - 英国通讯组
  - 法国通讯组
  - 苏联通讯组
  - 土耳其通讯组
  - 秘鲁通讯组
  - 巴西通信组
- 军委会铨叙厅：1935年2月设置。厅长林蔚/吴思豫（38.4）/钱卓伦（1945年1月），副厅长：殷组绳（1935.5任）/钱卓伦、刘泳尧/刘祖舜（1946.3任） 
  - 第一处：处长吴克润
  - 第二处：处长黄思基
  - 第三处：处长戴铭忠
- 后方勤务部：卫生勤务部并入。部长俞飞鹏，副部长陈尽草。1945年1月8日改为后方勤务总司令部，总司令黄镇球，副总司令端木杰
  - 参谋处
    - 人事科（44.10升格为人事处）
    - 章则科

  - 编辑处/兵站史料编辑处（39.5-42.12后并入参谋处）
  - 军邮督察处（39.6）
  - 交通处（40.4由运输处与汽车管理处合并）
  - 副官处
  - 经理处
    - 粮服科
    - 会计科
    - 出纳科
    - 审核科

  - 会计处（44.8由经理处财务组改编）
  - 秘书处
  - 军械处
  - 卫生处
- 海军总司令部：总司令陈绍宽，参谋长陈训冰（1945年4月病逝）/曾以鼎
- 航空委员会：1934年5约军政部航空署改为航空委员会。主任钱大钧/周至柔（1939年夏），副主任毛邦初/黄光锐，秘书长宋美龄/宋子文。设一处（作战）、二处（教育编译）、三处（人事军医军法统计）、四处（机械器材）、五处（财务补给）、六处（建筑）
  - 特务旅旅长万用霖(1903年生，别号雨人，江西新建人。黄埔二期步科。曾任中央军校教导总队中校大队附、航空委员会特务团团长，特务旅少将旅长。1948年初任空军地面警备司令部司令，1949年到台湾任空军总司令部第六处处长。1959年退役)
- 军委会铁道运输司令部/军委会运输总司令部(1938.8.1扩建)：总司令钱宗泽。1940年4月14日并入军委会运输统制局。
- 军委会运输统制局（简称“运统局”）：1940年3月蒋介石亲自主持召开全国运输会议，决定军事运输总监部（唐生智）与军委会运输总司令部合并组建运输统制局。1940年4月14日成立。主任委员何应钦兼/俞飞鹏（1941.9.4)，副主任委员张嘉璈、俞飞鹏（交通部长）。1940.9公路船舶运输业务划归后勤部交通处。1942年5月滇缅公路中断，1942年12月运输统制局撤销。1943年春改为后勤部铁道运输处。
  - 指挥处处长钱宗泽（运输司令部司令）
  - 监察处处长曾养甫，副处长戴笠兼。总务、业务两个组，组以下设科，科下设股。处部设主任秘书，并在东南和西北地区设分处，各地设检查所。改为军委会水陆交通统一检查处，戴笠兼任处长，张炎元任副处长主持工作。业务组组长胡天秋。
- 军事委员会西南进出口物资运输总经理处（简称“西南运输总处”，对外称“兴运公司”、“西南运输公司”为掩护）：1937年8月23日粤汉铁路、广九铁路正式通车。国民政府派沈昌赴广州筹备。1937年10月1日在广州西濠口432号的广州戏院三楼成立正式办公。时任交通部次长兼广州市长曾养甫兼任主任。后因军事运输的需求和规模急剧上升，改由宋子良专任主任，并任命吴琢之（江西汽车公司经理）、刘吉生（大实业家刘鸿生的胞弟）、龚学遂（江西省建设厅厅长）三个副主任，秘书长曾昭六，内设各组、室，下设科；外设分处，下辖支处、站。1938年9月，西南运输总处迁驻云南昆明，奉命统制滇缅公路运输。同时为了办理运输业务，车辆调度、加油、拖救和司机住宿等工作，在其主要运输沿线还设立了众多运输站。1938年7月西南运输总处新加坡分处处长陈质平致函南洋华侨领袖陈嘉庚：“奉总处宋主任东越代电拟请陈嘉庚先生代为招募华侨司机二百名，担任战区械弹给养补充输送事宜。任务至为重要，务祈惠赐代办，以裨战局。”陈嘉庚随即发布《南侨总会第六号通告》，号召华侨中的年轻司机和技工踊跃报名回国服务，与祖国同胞并肩抗战。这个通告很快就传遍东南亚各国，在广大侨胞中掀起一轮争相回国投身抗战的热潮。新加坡、马来亚、荷印及暹逻等地大批华侨青壮年踊跃应募，组成了在华侨史上著名的“南洋华侨机工回国服务团”。第一批80名南洋机工号称“八十先锋”，于1939年2月18日率先登上回国抗战征程；第二批207名，于3月16日出发；第三批594名，于3月27日出发；第四批158名，于4月10日出发；第五批530名，于5月22日出发；第六批124名，于6月19日出发；第七批118名，于7月13日出发；第八批336名，于7月17日出发；第九批507名，于8月14日出发；此外还有直接回国向西南运输总处报到的，总数高达3193名。《新华日报》刊登南洋机工专评：“几乎每个人回国来参加抗战的经过，都是一段可歌可泣的史实”。宋子良对南洋机工非常重视，亲自兼任了设在昆明潘家湾的西南运输总处机工训练所的所长，还亲自担任了“华侨机工互助社”的理事长。1938年10月，日军攻陷广州，港穗运输中断。当时滇缅公路已建成通车，滞港的军火器材，以及公私商品大都经缅甸转进中国。1939年12月27日军委会向西南运输总处香港分处颁发嘉奖令：“将存港物资二万七千余吨，率数安全运抵仰光，着即传谕嘉勉。蒋中正。”1940年4月12日遮放仓库大爆炸，炸死46人，损失物资4000多吨。事后宋子良赴美就医，1940年10月陈体诚代理主任。西南运输总处在最为危急的抗战初期及太平洋战争爆发前后，在极其恶劣的自然环境、极度艰难的社会环境下，为当时中国战场运进了总量高达39.6万吨的枪械弹药、汽油等最急需的战略物资，其中军火械弹主要是苏联援华海运而来。1941年春西南运输总处国内部分改为中缅运输总局，交通部长俞飞鹏兼任局长，副局长陈体诚；国外部分仍由总处负责。1941年双十节西南运输总处命令结束，由中缅运输总局、川滇东运输局和中国运输公司接办。1941年12月国外业务移交中缅运输总局。
  - 公路运输组：同（登）衡（阳）段，衡常段，昆贵段、贵常段，贵重段，重常段，贵柳段等7个运输段。但不久撤销运输段，职能并入各分处、支处。1941年1月改为技术、管理、业务3组。
  - 铁路运输组：粤汉铁路局局长陈延炯兼任。1941年1月裁撤。
  - 水路运输组：广州航政局局长姚伯龙兼任。广西浚河工程处，广州至梧州航段，衡阳沿湘江至洞庭湖区，武汉至重庆等段。1941年1月裁撤。
  - 仓库组
  - 警卫稽查组：组长张炎元
  - 总务组
  - 秘书室：主任秘书陈大经
  - 总会计室
  - 总工程司室：1941年1月裁撤。
  - 购料委员会
  - 运输研究委员会
  - 驻渝代表处：代表王人麟，副代表汪英宾。
  - 香港分处：处长宋子良兼，副处长方兆镐兼兵工署香港办事处处长。下设运输科，辖铁路、水路、公路、仓库、装卸5股。自1938年1月起至10月主持经办的香港广州运输通道共运入物资106143吨。
  - 新加坡分处：处长陈质平。1938年10月广州沦陷后，滞港的大约近10艘的军火器材半途卸在新加坡，急需转运仰光进口。1938年10月21日，时任西南运输总处处长的宋子良给时兼任兵工署香港办事处处长的方镐的函称：“调赵廷珍、张元纶、庄汉定、张杰新、王启南、方兆锴、郭成辅等7员派赴新加坡分处。”1940年8月裁撤。
  - 缅甸分处/后改为仰光分处：处长陈清文。1938年3月成立，筹办缅境运输。设
    - 腊戍支处
    - 八莫支处
      - 八莫军事运输事务所：所长赵廷珍。

  - 海防分处：原为1937年11月1日设河内办事处，主任黄强。后改为河内分处，辖海防办事处。1939年6月1日改为海防分处。从1938年10月广州沦陷至1940年5月维希法国接受日军进驻印度支那，铁路、公路、船运向国内抢运急需军用物资及机械设备等41443吨。1940年6月20日维希法国的印度支那殖民地当局宣布停止一切对华运输。1940年8月裁撤。
  - 昆明分处：1938年2月成立，筹办缅境接运。
  - 保山分处
  - 下关分处
  - 曲靖分处
  - 长沙分处：1939年春改为沅陵分处。1940年8月裁撤。
  - 汉口分处：1938年10月撤销。改为成都支处。1939年春改为泸县支处。
  - 南宁分处：1938年底改为南宁支处。1940年8月裁撤。
  - 贵阳分处
  - 重庆分处
  - 梧州分处
  - 湘桂公路工程处：抢建中越国境至柳州、衡阳、贵州的公路。
  - 运输人员训练所：1938年冬在昆明潘家湾设立。宋子良亲自兼任所长。从事培训汽车驾驶员、维修技工、车队、车站和仓库管理人员以及无线电报服务员等工作。运输人员训练所第一期、第二期共招收练习司机、熟练司机、华侨司机、练习技工及站、厂、库初级职员训练等约9000人，连同粤、桂、湘区训练人数，总计在1.4万人以上。
  - 运输事务所
  - 滇缅路医院
  - 遮芒诊疗所
  - 汽车修造总厂：1939年5月在昆明成立。
  - 腾冲驮运管理所
  - 汽车运输大队：第一至第二十一。各大队直属总处。大队辖3个中队及补充中队。中队辖3小队。小队辖3班。每班5台车。至1941年初存16个大队。
  - 以回国华侨及华侨捐车编成华侨先锋第一、第二汽车大队及抢运队。
  - 各电台
  - 昆明材料总库：在各重要中转地点则设有材料库和油库。
- 点验委员会（38.8）：副主任委员秦德纯
- 抚恤委员会（38.8.1）：以铨叙厅抚恤科、军医署核恤人员、军需署军需人员组成。管理全国恤政。主任委员陈调元/何键，副主任委员张定璠。第一处掌管死亡官兵、受伤官兵事务；第二处管荣誉军人教养院、临时教养院、休养院的请恤手续；第三处掌管抚恤金发放、记账等。1939年3月以师为单位设立抚恤事务委员会。1941年3月至1943年5月在十三个省设立驻省抚恤处。
- 战地党政委员会（39.3）：为加强战地党务、瓦解与收编伪军。职责仅限于对战区中的国民党和政府进行指导、检查与督促，提出建议，不直接领导战区政府的工作。主任委员蒋介石兼，副主任委员李济深，主持日常工作。战地党政委员会委员张友渔、梅龚彬、胡兰畦、陶行知、黄炎培、季方、刘一峰等进步人士。派往各地的指导员和视察员。创办了《战地通讯》杂志，作为战地党政委员会的机关刊物。钱俊瑞创办《战地评论》。在重庆组织“战地座谈会”、星期五聚餐会。1940年4月19日参谋次长程潜兼任副主任。
- 战时工作干部训练团（战干团）：于军委会下，设置四个战时工作干部训练团，以战区为单位，召集和训练逃亡至后方来的战地及敌占区失学失业青年及各机关团体人士。正规训练时间为六个月。前三个月为入伍训练(军事训练)主要为基本军事操练、野外演习、实弹射击和兵器、地形、筑城、谍报、游击战术等军事课程。后三个月为分科训练(政工训练)。
  - 战干一团：1938年1月在武昌珞珈山成立。蒋介石自任团长，陈诚兼任副团长。教育长桂永清，政治部主任邓文仪（1939年后滕杰)，另有教育、军需、军医、副官四个处，教育处长为王章；还有一个军乐队和一个特务连。后来，政治部又成立了一个“忠诚剧团”，负责人李英。沿袭了中央军校教导总队的风气。1938年7月第一期(第一总队和直属女生大队)在武昌毕业。第二期(第二总队)1938年8月在武昌毕业。1938年7月第三期开学。1938年9月初迁往湖南湘西辰溪。1939年4月第三期在桃源毕业。1939年夏迁綦江县。创办了《自强日报》和《力行》月刊。1939年秋第四期在綦江毕业。1940年9月第五期毕业后不久，桂永清调走，由周振强代理教育长。1941年1月第六期毕业即结束停办。
  - 战干二团：前身是1937年12月第五战区抗敌青年军团。李宗仁兼任团长，副团长张任民中将，教育长潘宜之中将，下设政训处(处长黄季陆、刘世衡)、军训处(处长邓昌藩)、总务处、军需处、军械处、军医处等，编有4个大队及1个女生大队：第1大队少将大队长梁松樵，第2大队上校大队长陈大中，第3大队上校大队长陈步藩，第4大队上校大队长张敬，第5女生大队少校大队长裴曼纳。教官有匡亚明、张百川、佟子实、安翰华、许德瑗、温朋久、郝惊涛、何德润、许大川、满吉云等。诗人臧克家在宣传科工作。1938年1月青年军团迁到河南潢川。又在豫东南、安徽、鄂东北一带继续扩大招生，学员达5000人。1938年1月底正式开始训练。第1期学员受训8个月毕业，其学籍后来叙列为中央军校第14期政治科。后改称战干二团，团长蒋中正、副团长李宗仁。
  - 战干三团：1938年6月1日，战干三团成立于武昌。旋在武汉招生，并派招生委员分赴湘、赣、皖、浙、苏诸省招考学生，第一期共招考学生及学员三千六百余人。7月中旬迁江西吉安，团部驻建国路。1938年8月1日正式始业，蒋题词：奋卧薪尝胆之精神，赴报国复仇之志事。团长由蒋介石兼，第三战区司令长官顾祝同兼副团长，唐冠英(超伯)任中将教育长，负实际责任。政治部主任胡轨，少将副主任沈沛霖(沈清尘)、葛建时。第一期学生，包括男生十九个中队，女生两个中队，于1939年1月28日按期毕业。派员至浙、皖、闽、赣等省续招第二期新生二千余名。后蒋经国嫡系王昇，即为战干三团第二期。1939年3月底，南昌会战期间，战干三团奉令南迁雩都。后奉令又迁瑞金。建制撤消，归并成立于1939年7月的中央军校第三分校，其第二期学生均以第三分校十六期学生政训总队名义毕业。
  - 战干四团：1938年10月，国民革命军第一军随军服务团解散，改为战干四团，借用西安城西南隅前东北大学校舍。蒋介石兼任团长，胡宗南兼教育长，周士冕历任副教育长、教育长。后葛武棨任副教育长。蒋坚忍任教育处处长。办公厅主任邱是膺。政治部主任王大中。1939年8月在咸阳棉花打包厂成立的“国民政府军事委员会战时工作干部训练团第四团特训总队”，受训青年八百多人，都是胡宗南系统的特务、宪兵拦下来扣押的赴延安（陕甘宁边区）的高中程度以上的青年学生，其中不仅有大学生，还有留学生，归国华侨青年；总队长萧作霖中将，总队副为胡长怡少将。1939年10月奉蒋介石电令改名为“军事委员会天水行营西北青年劳动营”。1941年战干四团更名为“中国国民党中央训练委员会战时工作干部训练团”，“办理陕西、山西、山东、河南、河北、苏北、皖北各省区战时工作干部人员训练”。1944年初陕西省训练团奉令改隶战干团，更名为地方行政干部训练班。1945年8月底奉令结束。[15]
- 战时新闻检查局（39.4）
- 校阅委员会（40年）
- 中央总动员设计委员会：主任委员蒋介石兼，秘书长张群/熊式辉
- 国防外事局（41年底）：太平洋战争爆发后，接待外国来华军人。局长商震/何浩若（1942.12）/杨宣诚（1944.3）
- 中央干部训练团
- 国民政府军事委员会国防研究院：1942年成立，蒋介石兼任主任，副主任杜建时主持工作。第一期研究员韩练成。
- 全国知识青年志愿从军编练总监部（知青从军编练总监部）：1943年4月组建。训练总监罗卓英，副监彭位仁、彭善，政治部主任蒋经国。
- 军事委员会桂林办公厅（40.5.15-44.12）：主任李济深
- 军事委员会西安办公厅（40.4-）：主任熊斌（代）/蒋鼎文（41.3）/卫立煌（42.1）/朱绍良（42.3）/胡宗南（代）
- 军事委员会技术研究室(习称“军技室”)：1939年底将国民政府军委会机要室密电报股、中统国际密电室、军统侦收总台、军令部二厅中苏特种情报所、外交部、交通部电政司密电检译所等6个电讯侦测、研究部门整合组建。本部设在重庆长江南岸的黄角桠刘家花园。主任温毓庆（同中将，时任交通部电政司司长，1939年底-1940年底）/毛庆祥（1941-）；副主任毛庆祥（委员长侍从室）、魏大铭（军统同少将，1939年底-1942年2月）。主任秘书王维钧（同少将）
  - 秘书室：刘成如（同上校）、何寿春（同中校）。
  - 专员：杨汝淦（同上校）
  - 稽核：金家X（同中校）
  - 收发员：蒋孝珍（同少尉）等。
  - 第一组：负责日本密电的研译，兼及其他国家。组长霍实子（同少将）；副组长：孟广治（同少将）/王瀛（同上校）。组员20余人
    - 一科：研究日本外交密电。科长袁学海（同上校）。
    - 二科：研究日本军用密电。科长王瀛。
    - 三科：统计日本外交、特务密电。科长池步洲（同上校）。
    - 四科：整理及保管日本密电。科长张淡英（同中校） 。

  - 第二组，负责日本在华外交特务密电研译。组长杨贻清（同少将）；副组长李立民（同上校）/王良诚、丁绪曾。组员30余人
    - 一科：研究日本外交密电。科长陈振泰（同上校）。
    - 二科：研究日本军用密电。科长丁绪曾（同上校或中校）。
    - 三科：研究日本军用密电。科长王良诚（同上校）。
    - 四科：整理保管日本密电。科长杨贻波（军统中校）。

  - 第三组，负责外国密电的统计分类工作。由军统局密电侦测部门并入。1941年12月军统另立破译机构后，三组人员调离军技室，由第二组中划出一部分人员重新组建第三组。组长：杨肆（同少将）/李立民（1941.12-）；副组长陈祖舜（军坛上校，实际负责人）/陈振泰（1941.12-）。组员20余人
    - 一科：统计日本外交密电。科长刘宝善（同少校）。
    - 二科：统计日本军用密电。
    - 三科：分类整理及收发。

  - 第四组，负责各类电讯的侦收、测向。组长方砚农（军统同少将）；副组长张稚焯（同上校）。组员初为80余人，后来发展到200余人。
    - 一科：侦收日本外交密电。科长陈宇泽（同上校或中校）。
    - 二科：用快机侦收日本外交密电。科长贝进华（同中校）。
    - 三科：侦收日本军用密电。科长钟德华（中校）/黄道援（同上尉）。
    - 四科：侦收中文密电。科长罗成三（同中校）。
    - 五科：修理各类业务器材。科长张立杰（同中校）。

  - 第五组：负责总务工作。组长：施家帧（同少将）；副组长：吴烁英（同上校）/余惠笃。
    - 文书科：科长沈其道（同上校）。1941年前后并入秘书室。
    - 事务科：科长张廷启（同上校）。
    - 会计科：科长萧忠（同上校）。
    - 出纳科：科长严道新（同上校）。
    - 人事科：科长刘必（同上校）。
    - 医务科：科长周服之。
    - 机要科：科长孙琨（同中校）。

  - 第六组，负责国内中文各类密电的研译工作，主要针对中共及杂牌派系。组长黄季弼（同少将）；副组长：李直峰/聂文逊/黄绵民（同上校）。未分科。组员40余人。
  - 第七组：研究英、美、法、苏联等国的外交密电。1942年军技室与特技室分离后组建。组长丁于正（同少将）；副组长王俊杰（同上校）。未分科。
  - 专员室（或称顾问室）：1942年军技室与特技室分离后组建。指导战地工作队侦收日本密电。人员从各组调入。
- 战时运输管理局：1945年1月1日成立。由交通部公路总局、运输会议、西南督运委员会合并。局长俞飞鹏（交通部长兼），副局长龚学遂主持工作、派克鲁少将（Mclaire）/后白利上校代理，主力副局长马罗（Marrow）上校。1945年12月撤销。

1939年1月，中國國民黨五届五中全會決議国防会议改组为國防最高委員會，以統一黨政軍之指揮，由中國國民黨總裁蔣中正出任委員長；军事委员会的国家总动员设计委员会改隶国防最高委员会；军事委员会添设战地党政委员会；军事委员会为国防最高委员会的下级机关，但国防最高委员会的主要工作为代行国民党中央政治会议的职权，对于狭义的国防并不甚过问，所以军事委员会的机构仍相当庞大。军事委员会委员长之下，除设参谋总长一人、副参谋总长二人之外，又设军事参议官多名，备委员长的咨询。军事委员会所属机构有：委员长侍从室、办公厅、军令部、军政部、军训部、政治部、航空委员会、军法执行总监部、铨叙厅、军事参议院、兵站总监部(后方勤务部)、战地党政委员会(后撤销)、海军总司令部、抚恤委员会、军事运输统制局(后裁撤)、调查统计局、中央干部训练团。
1941年12月，日軍突襲珍珠港，中國躍為同盟國之一，並與美英等國為作戰夥伴。1942年1月1日，中美英蘇等26國在美國華盛頓簽訂反侵略共同宣言，蔣委員長受推舉為同盟國中國戰區最高統帥，指揮中、泰、越等地區的同盟國軍隊作戰。
1941年－1945年的第二次世界大戰期間，雖然蔣中正在中國推行的軍事委員會戰時政府與西方民主理念有很大差距，但是由於同為同盟國盟友，當時西方世界；尤其美國政府、國會、一般民眾對於蔣中正頗有好感。也因此不但中國民眾普遍尊稱蔣中正為委員長，而說英語的外國人；特別是美國人，自此都稱為蔣中正為「Gimo」。而此稱呼，其實就是大元帅（Generalissimo）的英語簡寫。
1943年9月，林森逝世，修改了《国民政府组织法》，国民政府主席由虚位职务改为负政治责任，蒋介石正式继任国民政府主席。

## 裁撤（1945年－1946年）
1945年8月，中日戰爭結束，中華民國獲得最後勝利。1945年8月31日，国民政府颁行《收复东北各省办理办法纲要》，决定在长春设立“东北行营”，综理一切事务。從同年9月25日開始，軍委會逐漸縮編。除了陸續關閉位於天水、桂林、漢中、昆明等地的委員長行營，也將防備共產黨軍隊功能的太原、廣西、滇黔、川陝鄂、晉陝綏等綏靖公署移交國民政府軍政部。
根据国防最高委员会的建议，1946年5月15日撤销军事委员会及其所属各机构；1946年5月31日，國民政府於宣佈中國即將實施憲政後，裁撤長達22年之久的軍事委員會，並將其所有職能改歸于1946年6月1日组建的中华民國國防部。

## 历任主席
1. 汪兆铭：1925年7月3日－1926年4月16日
2. 蒋中正：1926年4月16日－1927年8月16日
3. 胡汉民：1927年9月17日－1928年1月4日
4. 蒋中正：1928年2月7日－1932年3月5日

## 历任委员长
1. 蒋中正：1932年3月5日－1946年5月15日

## 媒體影音
| 视频圖示                     | 國民政府還都南京 抗戰勝利後，國民政府還都南京的新聞記錄影片。（7.19 MB，ogg／Theora檔案格式） · \| 無法正常觀看？请参见媒体帮助 \| |
| 無法正常觀看？请参见媒体帮助 | |